# Liste von Malern/L
Die folgende Liste führt möglichst umfassend Maler aller Epochen auf.
Die Liste ist soweit vorhanden alphabetisch nach Nachnamen geordnet.

## La...
Laage, Wilhelm (1868–1930)
Laake, Heinz te (1925–2001), Deutschland
Labas, Alexander (1900–?)
Labille-Guiard, Adélaïde (1749–1803), Frankreich
Labrador, Juan, siehe: Fernández el Labrador, Juan (aktiv 1629–1657), Spanien
Lachenwitz, Siegmund (1820–1868)
Lacher, Max (1905–1988)
Lachnit, Wilhelm (1899–1962)
Lacombe, Georges (1868–1916), Frankreich
Laer, Pieter van (1592/99–1642), Niederlande
Laeven, Jan (1925–2001), Niederlande
La Fosse, Charles de (1636–1716), Frankreich
Lagi, Simone (1. Hälfte d. 17. Jhdts.), Italien
Laguerre, John (1688–1748), Frankreich
Laguerre, Louis (1663–1721), Frankreich
Lahs, Curt (1893–1958), Deutschland
La Hyre, Laurent de (1606–1656), Frankreich
Laible, Otto (1898–1962)
Laime Mantilla, Florentino (* 1960), Peru
Lairesse, Gerard de (1640–1711), Niederlande
Lais, Otto (1897–1988)
L'Allemand, Fritz (1812–1866), Österreich
L'Allemand, Siegmund (1840–1910), Österreich
Lam, Wifredo (1902–1982), Kuba/Frankreich, Surrealismus
Lama, Giulia (1681–1747), Venedig
Lamb, Matt (1932–2012), Vereinigte Staaten
Lamba, Jacqueline (1910–1993), Frankreich
Lami, Eugène Louis (1800–1890), Frankreich
Lamorinière, François (1828–1911), Belgien
Lampi, Johann Baptist von (1751–1830), Italien
Lamprecht, Anton (1901–1984), Deutschland
Lance George (1802–1864), England
Lancret, Nicolas (1690–1743), Frankreich
Landa, Eduard (1926–2006), Tschechien
Landelle, Charles (1821–1908), Frankreich
Landenberger, Christian (1862–1927), Deutschland, Impressionismus
Landi, Gaspare (1756–1830), Italien
Landi, Neroccio de' (um 1447–vor 1500), Italien
Landseer, Edwin (1802–1873), England
Landuyt, Octave (1922–2024), Belgien
Lane, Fitz Hugh (1804–1865), USA
Lanfranco, Giovanni (1582–1647), Italien, Hochbarock
Lang, Albert (1847–1933), Deutschland
 Lang-Scheer, Irma (1901–1986), deutsche Malerin, Fresko- und Glasmalerin
Lange, Friedrich (1834–1875), Deutschland
Lange, Hermann (1890–1939)
Lange, Joseph (1751–1831)
Lange, Julius (1817–1878), Deutschland
Lange, Otto (1879–1944)
Langenbach, Ulrich (* 1950), Deutschland
Langendiepach genannt Kussenziech, Hans von (um 1445–1486)
Langenstraß-Uhlig, Magda (1888–1965), Deutschland
Langer, Franz Josef (ca. 1850–ca. 1950)
Langer, Johann Peter von (1756–1824), Deutschland
Langer, Joseph (1865–1918), Deutschland
Langer, Robert von (1783–1846), Deutschland
Langetti, Giovanni Battista (1635–1676), Italien
Langfeldt, Rainer (* 1950), Deutschland
Langhein, Carl (1872–1941), Deutschland
Langko, Dietrich (1819–1896), Deutschland
Lansere, Jewgeni Jewgenjewitsch (1875–1946), Russland/Sowjetunion
Lanskoy, André (1902–1976)
Lanyon, Peter (1918–1964)
La Pegna, Hyacinth de (1706–1772), Frankreich
Laptschenko, Hryhorij (1801–1876)
Largillière, Nicolas de (1656–1746), Frankreich, Rokoko
Larionow, Michail (1881–1964), Russland, Russische Avantgarde
Larive, Pierre-Louis de (1753–1817), Schweiz
Larivière, Charles-Philippe (1798–1876), Frankreich
Laroon d. J., Marcellus (1679–1774), England
Laros, Willy (1872–1948)
Larsson, Carl (1853–1919), Schweden
Lasch, Carl Johann (1822–1888), Deutschland
Laserstein, Lotte (1898–1993), Deutschland, Schweden
Laske, Otto (1874–1951), Österreich
Lassaw, Ibram (1913–2003), USA
Lassel, Michael (1948–2014), Deutschland
Lassen, Berta Katharina (1880–1956), Deutschland
Lassnig, Maria (1919–2014), Österreich
Lastman, Pieter (um 1583–1633), Niederlande
László, Philip Alexius de (1869–1937), Großbritannien
Lataster, Ger (1920–2012), Niederlande
Lattke, Fritz (1895–1980), Deutschland
La Tour, Georges de (1593–1652), Frankreich, Barock
La Tour, Maurice Quentin de (1704–1788), Frankreich
Lauand, Judith (1922–2022), Brasilien
Lauchert, Richard (1823–1868), Deutschland
Lauenstein, Heinrich (1835–1910)
Laufberger, Ferdinand (1829–1881), Österreich
Lauffer, Emil (1837–1909)
Laugée, François Désiré (1823–1896), Frankreich
Laurana, Francesco (um 1430–1502)
Laurencin, Marie (1883–1956), Frankreich
Laurens, Jules (1825–1901), Frankreich
Laurens, Jean-Paul (1838–1921), Frankreich
Laursen, Karen Kjær (1954–), Dänemark
Lautensack, Hans Sebald (1508–1560)
Lauterbach, Carl (1906–1991)
Laves, Werner (1903–1972)
Lawrence, Jacob (1917–um 2000)
Lawrence, Thomas (1769–1830), England
Layer, Leopold (1752–1828)
Lazzarini, Gregorio (1655–1730), Italien

## Le...
Lear, Edward (1812–1888), England
Lebeda, Otakar (1877–1901), heutiges Tschechien
Lebedew, Wladimir (1891–1967)
Lebenstein, Jan (1930–1999), Polen/Frankreich
Le Brocquy, Louis (1916–2012), Irland
Lebrun, Charles (1619–1690), Frankreich
Lechner, Gerhard (* 1941), Österreich
Lechner, Heinz (* 1954)
Lechter, Melchior (1865–1937), Deutschland
Lecomte du Noüy, Jean (1842–1923), Frankreich, Orientalismus
Lederer, Walter (1923–2003), Deutschland
Ledesma, Blas de (tätig zwischen 1587 und 1618), Spanien
Leeb, Root (* 1955), Deutschland
Lefebvre, Jules-Joseph (1834–1912), Frankreich
Lefèbvre, Thomas (1636–1720)
Lefèvre, Robert (1755–1830), Frankreich
Lefler, Heinrich (1863–1919), Österreich
Le Gac, Jean (* 1936),  Frankreich
Léger, Fernand (1881–1955), Frankreich
Le Gras, August (1864–1915), Niederlande
Legros, Alphonse (1837–1911), Frankreich
Leherbauer, Helmut (1933–1997), Österreich, Phantastischer Realismus
Lehmann, Alfred (1899–1979)
Lehmann, Henri (1814–1882), Deutschland/Frankreich
Lehmann, Leo (1782–1859), Deutschland
Lehmann, Rudolf (1819–1905), Deutschland/England
Lehmann, Wilhelm Ludwig (1861–1932), Schweiz
Lehmann-Brauns, Paul (1885–1970), Deutschland
Lehmann-Fahrwasser, Georg (1887–1977), Deutschland
Lehmden, Anton (1929–2018), Österreich
Lehmpfuhl Christopher (* 1972), Deutschland
Lehnert, Hildegard (1857–1943), Deutschland
Leiber, Ferdinand Otto (1878–1958)
Leibl, Wilhelm (1844–1900), Deutschland, Realismus
Leickert, Charles (1816–1907), Belgien, Realismus
Leidl, Anton (1900–1976)
Leidloff, Gabriele (* 1958), Deutschland
Leirner, Felícia (1904–1996), Brasilien
Leighton, Frederic (1830–1896), England, Neoklassizismus
Leisching, Friederike (1767–1846)
Leiß, Hans-Ruprecht (* 1954), Norddeutschland, Phantastischer Realismus
Leissler, Arnold (1939–2014), Deutschland, Phantastischer Realismus
Leistikow, Walter (1865–1908), Deutschland
Lelienbergh, Cornelis (vor 1626–nach 1676), Niederlande
Lely, Peter (1618–1680), Niederlande/England
Leman, Ulrich (1885–1988), Deutschland, Rheinischer Expressionismus
Lembesis, Polychronis (1848–1913)
Lemke, Johann Philipp (1631–1711/1713), Deutschland
Le Moal, Jean (1909–2007), Frankreich, abstrakt
Lemoine, Marie-Victoire (1754–1820), Frankreich
Lemoyne, François (1688–1737), Frankreich
Lempicka, Tamara de (1898–1980), Polen, Art déco
Le Nain, Antoine (1588–1648), Frankreich
Le Nain, Louis (1593–1648), Frankreich
Le Nain, Mathieu (um 1607–1677), Frankreich
Lenbach, Franz von (1836–1904), Deutschland
Lencker, Johannes (1523–1585), Deutschland
Lenk, Eberhard (* 1951), Deutschland
Lenk, Franz (1898–1968)
Lentuloff, Aristarch (1882–1943)
Leonhardi, Eduard (1828–1905), Deutschland
Leonhardshoff, Johann Scheffer von (1795–1822), Österreich
Leoprechting, Marquard von und zu (1839–1897)
Lepié, Ferdinand (1824–1883), Tschechien, Österreich
Lépine, Stanislas (1835–1892), Frankreich
Lepoittevin, Eugène (1806–1870), Frankreich
Leprince, Jean Baptiste (1734–1781), Frankreich
Lerche, Vincent Stoltenberg (1837–1892), Norwegen
Leroux, Eugène (1833–1905), Frankreich
Leroux, Hector (1829–1900), Frankreich
Leslie, Alfred (1927–2023), Vereinigte Staaten
Leslie, Charles Robert (1794–1859), England
Leslie, George Dunlop (1835–1921), England
Lesser, Rudi (1902–1988)
Lessing, Carl Friedrich (1808–1880), Deutschland, Romantik
Lessing, Heinrich (1856–1930), Deutschland
Lessing, Konrad (1852–1916), Deutschland
Lessing, Otto (1846–1912), Deutschland
Le Sueur, Eustache (1616–1655), Frankreich
Leto, Antonino (1844–1913), Italien
Lettl, Wolfgang (1919–2008), Deutschland, Surrealismus
Leu, August (1818–1897), Deutschland
Leu, August (1852–1876), Deutschland
Leu, Hans der Ältere (1460–1507), Schweiz
Leutemann, Heinrich (1824–1905), Deutschland
Leutze, Emanuel (1816–1868), Deutschland/Vereinigte Staaten
Levi, Carlo (1902–1975), Italien
Levin, Julo (1901–1943), Deutschland, Expressionismus
Levy, Joan (* 1954)
Levy, Rudolf (1875–1944), Deutschland, Expressionismus
Lewitt, Jan (1907–1991), Polen, England
Lewtschenko, Petro (1856–1917), Russisches Kaiserreich
Lex-Nerlinger, Alice (1893–1975)
Lexa, Werner Otto (* 1948), Deutschland, Imaginativer Symbolismus
Leybold, Karl Jakob Theodor (1786–1844), Deutschland
Leyendecker, Joseph Christian (1874–1951), Vereinigte Staaten
Leypold, Julius von (1806–1874)
Leys, Hendrik (1815–1869), Belgien
Leyster, Judith (1609–1660), Niederlande
Leyten, Johann von der (um 1460–1530)

## Lh... bis Ll...
Lhote, André (1885–1962)
Li Jinyuan (* 1945), China
Li Keran (1907–1989), China
Li Tang (um 1050–um 1130), China
Liang Kai (12./13. Jh.), China
Libuda, Walter (1950–2021), Deutschland
Lichtenfels, Eduard von (1833–1913), Österreich
Lichtenstein, Roy (1923–1997), Vereinigte Staaten, Pop-Art
Licini, Osvaldo (1894–1958)
Liebermann, Max (1847–1935), Deutschland
Liebknecht, Robert (1903–1994)
Liebmann, Werner (* 1951)
Lieck, Josef (1849–1914)
Lieder, Friedrich Johann Gottlieb (1780–1859), Deutschland
Lieferinxe, Josse († vor 1508), Frankreich
Lier, Adolf Heinrich (1826–1882), Deutschland
Lisiewska, Friederike Julie (1772–1856)
Lisiewski, Georg (1674–1750)
Lisiewsky, Christoph Friedrich Reinhold (1725–1794)
Liessner-Blomberg, Elena (1897–1978)
Lietzmann, Hans (1872–1955), Deutschland
Lietzow, Godehard (1937–2006), Deutschland
Lievens, Jan (1607–1674), Niederlande
Liezen-Mayer, Alexander von (1839–1898), Ungarn
Lifij, Hüseyin Avni, (1886–1927), Osmanisches Reich/Türkei
Ligeti, Antal (1823–1890), Ungarn
Ligozzi, Jacopo (1547–1627), Italien
Lin, Richard (1933–2011), Großbritannien
Lind, Jakov (1927–2007), Österreich/England
Lindemann-Fromme, Karl (1819–1891), Deutschland/Italien
Lindemeyer, Wolf Ernst (ca. 1620–1790), Halberstadt, Deutschland
Lindenberg, Erich (1938–2006), Deutschland
Lindenberg, Udo (* 1946), Deutschland
Lindenschmit der Ältere, Ludwig (1809–1893), Deutschland
Lindenschmit der Jüngere, Ludwig (1850–1922), Deutschland
Lindenschmit der Ältere, Wilhelm (1806–1848), Deutschland
Lindenschmit der Jüngere, Wilhelm (1829–1895), Deutschland
Lindgens, Walter (1893–1978)
Lindner, Richard (1901–1978), Deutschland/Vereinigte Staaten
Lingner, Max (1888–1959), Deutschland
Linnell, John (1792–1882), England
Lins, Adolf (1856–1927), Deutschland
Linsen, Jan (um 1602/03–1635), Niederlande
Linsenmaier, Walter (1917–2000), Schweiz
Linssen, Jupp (* 1957), Deutschland
Linzen, Heinrich (1886–1942), Deutschland
Lionni, Leo (1910–1999), Italien/Vereinigte Staaten
Liotard, Jean-Étienne (1702–1789), Frankreich
Lipparini, Ludovico (1800–1856), Italien
Lippi, Filippino (1457–1504), Italien, Renaissance
Lippi, Filippo (um 1406–1469), Italien, Frührenaissance
Lippi, Lorenzo (1606–1665), Italien
Lippl, Robert (1908–2009)
Lippmann, Johannes (1858–1935), Deutschland
Lippmann, Karl Friedrich (1883–1957), Deutschland
Lippmann-Pawlowski, Mila (1912–1999), Deutschland, Österreich
Lippmann-Ruch, Martina (1885–1971), Deutschland
Lips, Johann Heinrich (1758–1817), Schweiz
Lischke, Emmy (1860–1919), Deutschland
Liska, Hans (1907–1983), Deutschland
Lismonde, Jules  (1908–2001), Belgien
Liss, Johann (1597–1631), Deutschland
Lissitzky, El (1890–1941), Russland
List, Wilhelm (1864–1918), Österreich
Lloyd, Dion Salvador (* 1967)

## Lo...
Löbenberg, Gerhard (1891–1967), Deutschland
Lobisser, Switbert (1878–1943), Österreich
Löchner, Otto (1908–1965)
Lochner, Stefan (1400–1451), Deutschland, Gotik
Loeber, Lou (1894–1983), Niederlande
Löffler, August (1822–1866), Deutschland
Löffler, Leopold (1827–1898), Polen
Löfftz, Ludwig (1845–1910), Deutschland
Lohde, Max (1845–1868), Deutschland
Lohe, Heinrich Andreas (1648–1713)
Lohe, Heinrich Matthäus (1675–1762)
Lohmüller, Otto (* 1943), Deutschland
Lohner, Reny (1905–1981), Österreich, Surrealismus
Lohse, Carl (1895–1965)
Lohse-Wächtler, Elfriede (1899–1940), Deutschland
Loiseau, Gustave (1865–1935)
Loisel, Wilhelm (1914–2005), Österreich
Lokai, Bernard (* 1960), Deutschland
Lombard, Lambert (1505/06–1566), Italien
Lomi, Aurelio (1556–1623/24), Italien
Lomnitz, Alfred (1892–1953)
Longhi, Alessandro (1733–1813), Italien
Longhi, Barbara (1552–1638), Italien
Longhi, Pietro (1702–1785), Italien
Longo, Robert (* 1953)
Loo, Charles-Amédée-Philippe van (1719–1795), Frankreich
Loo, Charles-André van (1705–1765), Frankreich
Loo, Jean-Baptiste van (1684–1745), Frankreich
Loo, Louis-Michel van (1707–1771), Frankreich
Loos, Friedrich (1797–1890), Österreich
Lorentzen, Christian August (1749–1828), Dänemark
Lorentzen, Mogens (1892–1953), Dänemark
Lorenzetti, Ambrogio (um 1290–um 1348), Italien, Gotik
Lorenzetti, Pietro (um 1300–um 1348), Italien, Gotik
Lorenzetti, Ugolino (14. Jahrhundert), Schule von Siena
Lorenzini, Antonio (1655–1740), Italien
Lorenzo, Bicci di (1368/73–1452), Italien
Lorrain, Claude (1600–1682), Frankreich, Barock
Lorsch, Sandro von (1919–1992), Deutschland, Expressionismus
Lory der Ältere, Gabriel (1763–1840), Schweiz
Lory der Jüngere, Gabriel (1784–1846), Schweiz
Lo Savio, Francesco (1935–1963), Italien
Lösener, Albrecht (1930–2006)
Lossow, Carl (1835–1861), Deutschland
Lossow, Friedrich (1837–1872), Deutschland
Lossow, Heinrich (1843–1897), Deutschland
Loth, Johann Carl (1632–1698)
Loth, Johann Ulrich, (vor 1599–1662)
Lotto, Lorenzo (1480–1557), Italien, Hochrenaissance
Lotz, Károly (1833–1904), Deutschland/Ungarn
Loubon, Émile (1809–1863), Frankreich
Louis, Morris (1912–1962), Vereinigte Staaten
Louis, Séraphine (1864–1942), Frankreich
Loutherbourg der Jüngere, Philipp Jakob (1740–1812), England/Frankreich
Löwenfinck, Adam Friedrich von (1714–1754)
Löwengard, Kurt (1895–1940)
Löwenstein, Christian Ludwig von (1701–1754)
Lowry, Lawrence Stephen (1887–1976), England
Loy, Rosa (* 1958), Deutschland

## Lu...
Lu Yanshao (1909–1993), China
Lucas, August (1803–1863), Deutschland
Lucas van Leyden (1494–1533), Niederlande, Renaissance
Luce, Maximilien (1858–1941), Frankreich
Lucebert (1924–1994), Niederlande
Luchian, Stefan (1868–1916), Rumänien
Luckner, Heinrich Graf (1891–1970)
Ludwig, Daniel (* 1959), USA
Ludwig, Wolfgang (1923–2009), Deutschland, Op-Art
Ludwigs, Peter (1888–1943)
Lückeroth, Jupp (1919–1993), Deutschland
Luger, Christoph (* 1957)
Luhn, Joachim (um 1640–1717)
Lührig, Georg (1868–1957), Deutschland
Luini, Bernardino (um 1480–1532), Italien
Lukacs, Attila Richard (* 1962), Kanada
Lukács-Bernáth, Ilma (1891–1960), Ungarn
Luksch-Makowsky, Elena (1878–1967), Russland/Deutschland
Lumpkins, William (1909–2000), USA
Lund, Johann Ludwig (1777–1867), Dänemark
Lundberg, Gustaf (1695–1786), Schweden
Lundbye, Johan Thomas (1818–1848), Dänemark
Lundell, Ulf (* 1949), Schweden
Lundgren, Egron Sellif (1815–1875), Schweden
Luo Ping (1733–1799), China
Lüpertz, Markus (* 1941), Deutschland
Lurçat, Jean (1892–1966), Frankreich, Kubismus
Luther, Michael (* 1964), Deutschland
Lüthy, Oscar (1882–1945)
Luti, Benedetto (1666–1724), Italien
Lutteroth, Ascan (1842–1923), Deutschland
Lüttger, Harry (1919–2005), Deutschland
Lutz, Anton (1894–1992), Österreich, Impressionismus
Lutze, Christin (* 1975), Deutschland
Luyckx, Carstian (1623–nach 1670)
Luycx, Frans, (1604–1668)
Luzán, José (1710–1785), Spanien
Lynch, Albert (1860–1950), Peru
Lynch, David (1946–2025), USA